# Elouen la Baleine
Pour les articles homonymes, voir Rolland.
Elouen la Baleine, de son vrai nom Elouen Rolland, est un vidéaste web spécialisé dans les effets spéciaux et opérateur drone français né en juillet 2000,.
Autodidacte, il est principalement connu pour ses vidéos d'effets visuels sur TikTok et Instagram où il se met en scène lors de tours de passe-passe et de trompe-l'œil à la manière du vidéaste américain Zach King,,.

## Biographie

### Enfance et études
Elouen Rolland naît en juillet 2000. À quinze ans, il publie sur YouTube ses vidéos de voyage, avant de se tourner progressivement vers les effets visuels,. Il est diplômé de l'École W, composante de l'université Paris-Panthéon-Assas et du Centre de formation des journalistes, en 2021. 

### Carrière
En 2020, il commence sa carrière en tant que cadreur monteur stagiaire durant quelques mois. En parallèle, il publie ses premières vidéos d'effets spéciaux sur Instagram, puis sur TikTok, notamment à l'issue du confinement lié à la pandémie de Covid-19. Il commence par se faire connaître à l'occasion des débats dans le cadre de l'élection présidentielle française de 2022, où il met en scène les différents candidats tels qu'Éric Zemmour, Jean-Luc Mélenchon, Emmanuel Macron ou encore Marine Le Pen dans des montages particulièrement loufoques,. Une vidéo les mettant en scène jouant au poker est visionnée plus de 500 000 fois sur Instagram, quand une autre montrant Emmanuel Macron et Marine Le Pen manipulant des sabres laser dépasse les 5 millions de visionnages sur TikTok. Il déclare s'inspirer notamment du vidéaste britannique Curly Kid Life, de son vrai nom Duncan Evans, lors d'une interview au média en ligne Neo,.
En février 2024, il collabore avec l’office de tourisme de Bourges et du Berry en réalisant cinq vidéos d'effets visuels le mettant en scène, jouant avec le patrimoine de la ville de Bourges. L'une des vidéos a été visionnée plus de 360 000 fois sur Instagram,,.
Sa chaîne YouTube cumule, en décembre 2024, 60,8 millions de vues et 84 600 abonnés, tandis qu'il cumule près de 215 000 abonnés sur TikTok.